# Lichter der Stadt (Lied)
Lichter der Stadt ist ein Lied der deutschen Band Unheilig. Es wurde als Single aus deren siebten Studioalbum Lichter der Stadt ausgekoppelt. Die Single wurde erstmals am 16. März 2012 in Deutschland, der Schweiz und Österreich verkauft.

## Hintergrund
Laut Der Graf: „Der Song ‚Lichter der Stadt‘ beschreibt einen anderen Blickwinkel auf das Chaos um mich herum.“ Er habe den Wunsch gehabt, „über den Dingen zu stehen, von oben auf diese Stadt zu sehen, um den Überblick zu haben.“

## Musikstil
Lichter Der Stadt ist musikalisch und harmonisch stark von dem Lied Where the Streets Have No Name der Band U2 beeinflusst. Das Lied beginnt mit einem Chor und wechselt dann zu Standard-Pop-Rock über. Hitchecker subsumiert das Lied wie Tage wie Gold und Brenne auf unter durchschaubaren Up-tempo-Songs, die radiotauglicher „rocken“.

## Musikvideo
Das Musikvideo zeigt den singenden Grafen, der auf dem Dach eines Hochhauses steht und auf die nächtliche Stadt hinabblickt. Im Wechsel mit dem Grafen ist eine Taxifahrerin (Anika Lehmann) zu sehen, die Fahrgäste nachts zu ihrem Bestimmungsort fährt.

## Rezeption
Rezensionen
The SPINE findet, dass der Text „zum Nachdenken anregen“ könne, aber dem Lied fehle es „an musikalischem Herzen, um wirklich eindringlich zu sein.“

## Chartplatzierungen
| ChartsChartplatzierungen | Höchstplatzierung | Wochen |
| ------------------------ | ----------------- | ------ |
| Deutschland (GfK)        | 31 (15 Wo.)       | 15     |